# Дешрет

Корона Дешрет.

Дешрет — красная корона Нижнего Египта. После объединения Верхнего и Нижнего Египта, произошло и объединение корон обеих земель в единую корону пшент. Символом, прикрепляемым в лобовой части короны дешрет была голова богини-кобры Уаджит. Аналогичным символом на белой короне хеджет была голова богини-грифа Нехбет. После объединения корон двух земель, обе богини размещались в лобовой части короны пшент.

## История
| Дешрет иероглифами |
| ------------------ |
| \| \|              |
|                    |

В додинастическом периоде и в эпоху Древнего царства вместо иероглифа «n» (S53) (красная корона) был иероглиф «N» (N35) (волны, вода). Слово «красная корона» в дальнейшем стали обозначать символом «n».

## Значение
В мифологии, бог земли Геб, управлявший Египтом, поручил Гору властвовать над Нижним Египтом. Египетские фараоны, которые считали себя преемниками Гора, носили символы власти Нижнего Египта.
Существуют и другие божества, которые либо носили красную корону, либо отождествлялись с ней. К таким божествам относятся богиня-кобра Уаджит и богиня создавшая город Саис — Нейт, которую часто изображали в красной короне.
Красная корона в сочетании с белой короной Верхнего Египта сформировали двойную корону пшент, которая стала символизировать власть над всей страной, над обеими землями Египта.
Словом «дешрет» также называли красную пустыню по обе стороны от Нила. В состав этой пустыни входили и чужие земли окружавшие Египет. Эти земли считались областью хаоса, в котором нет законов и полно опасностей. Повелителем красной пустыни и чужих земель был бог Сет.

## Галерея

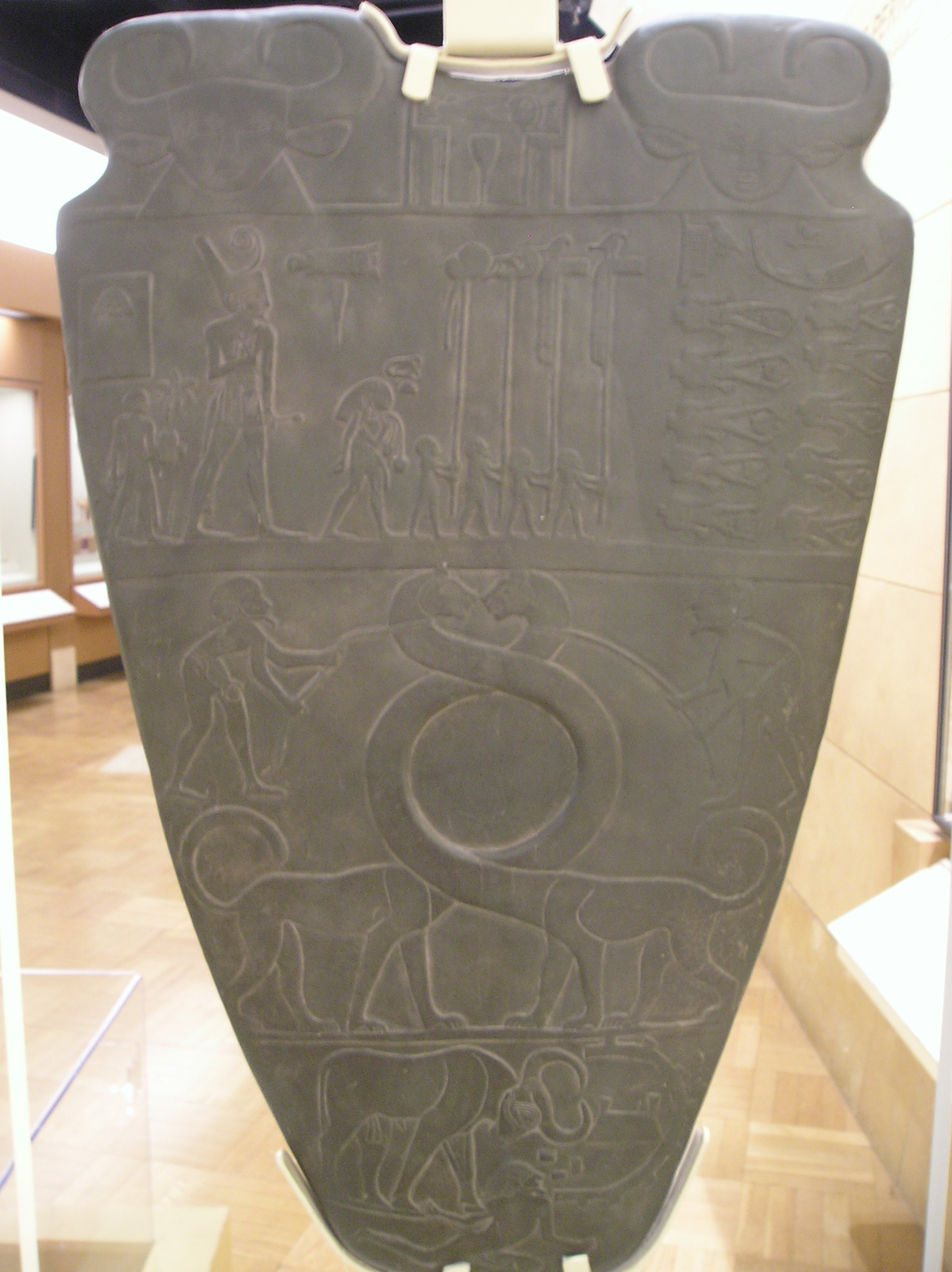
Нармер в красной короне.
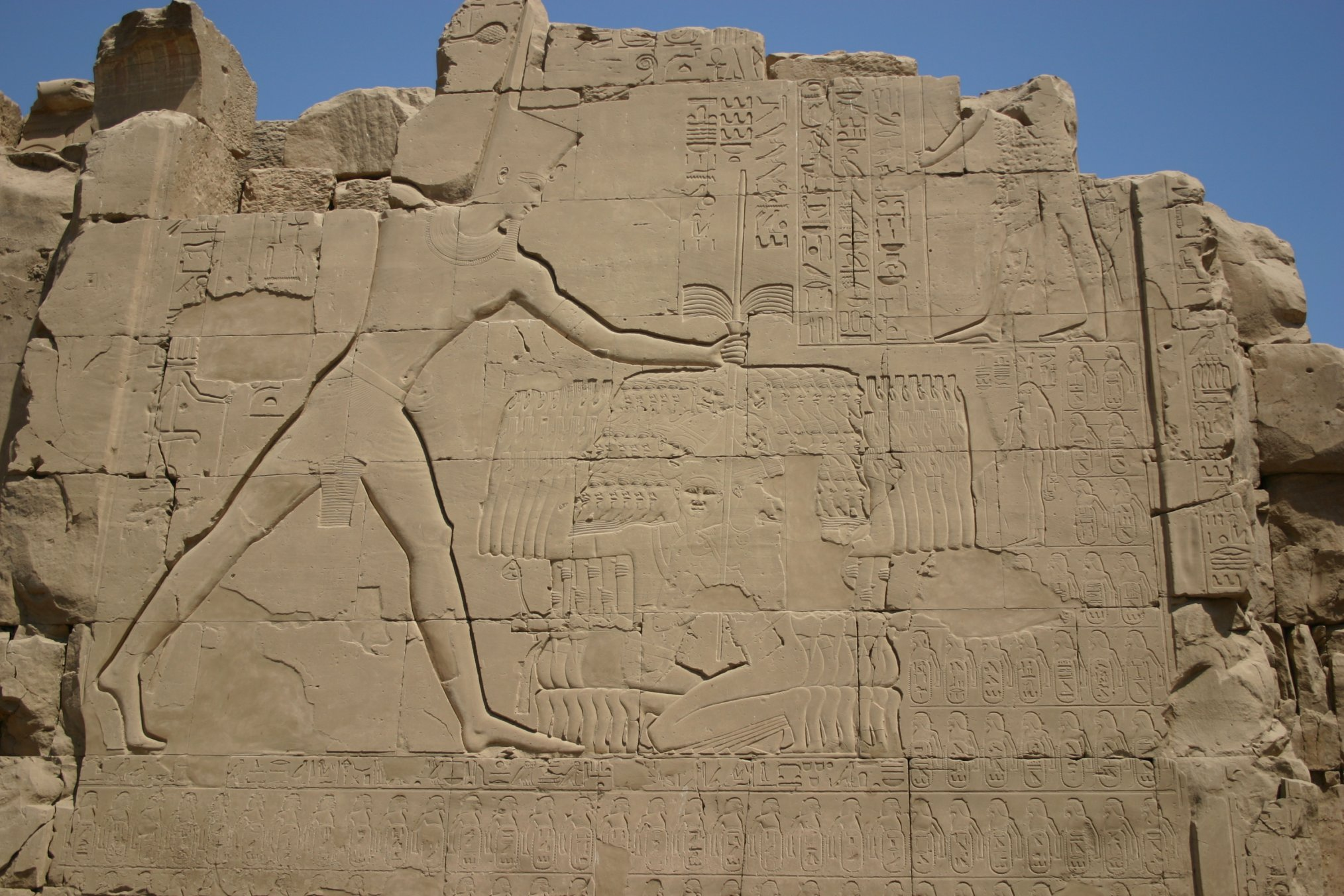
Тутмос III повергает врагов. Карнак
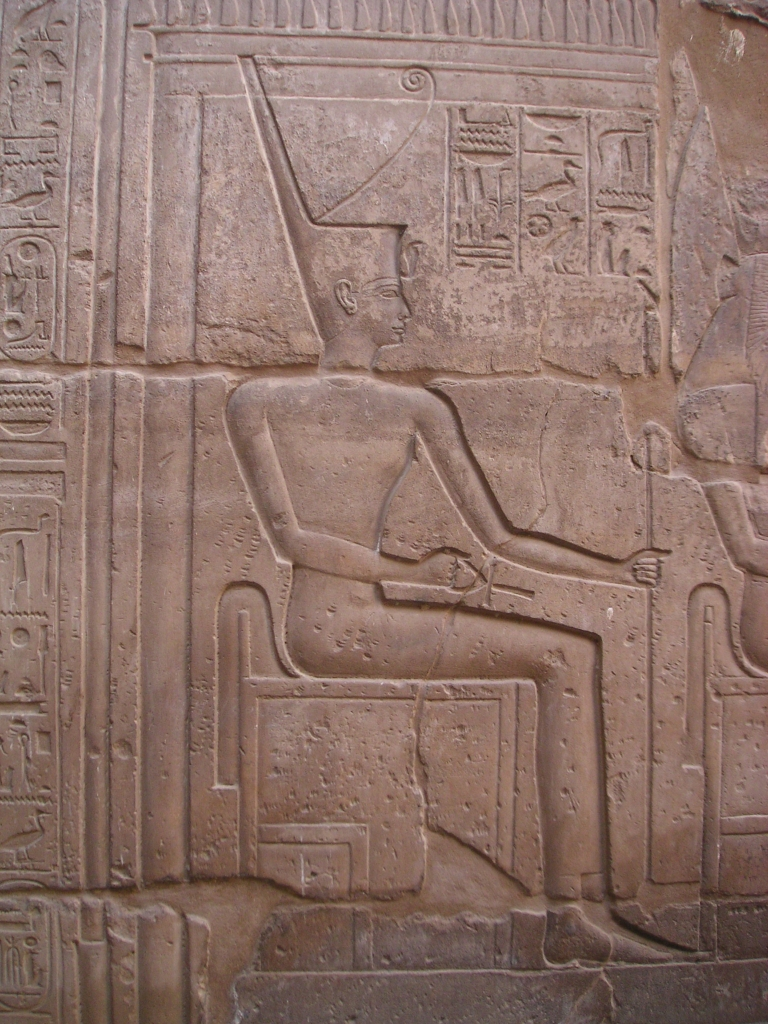
Богиня Нейт в короне дешрет. Луксор, правление Рамсеса II
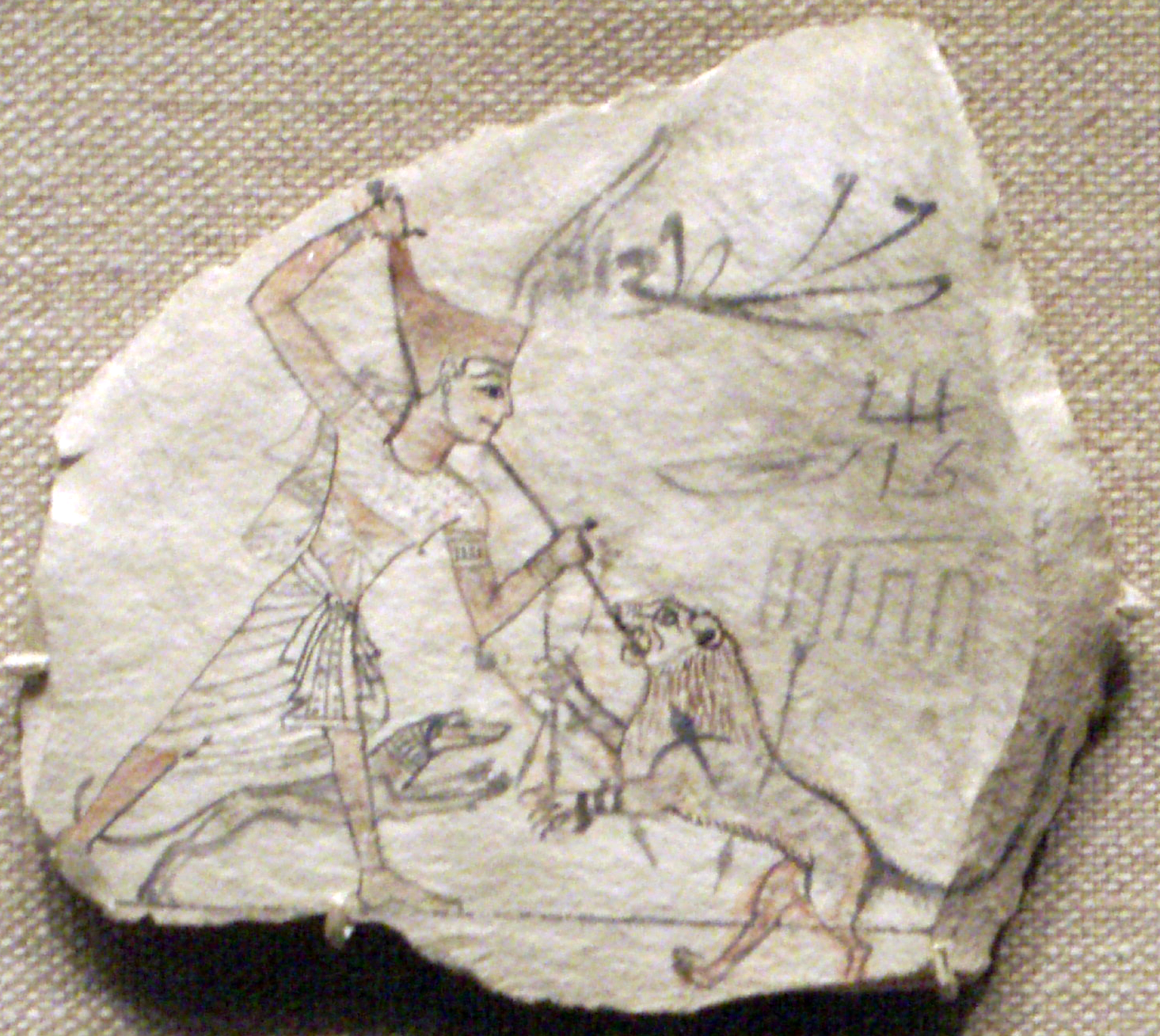
На остраконе периода Рамессидов, фараон изображён в красной короне.
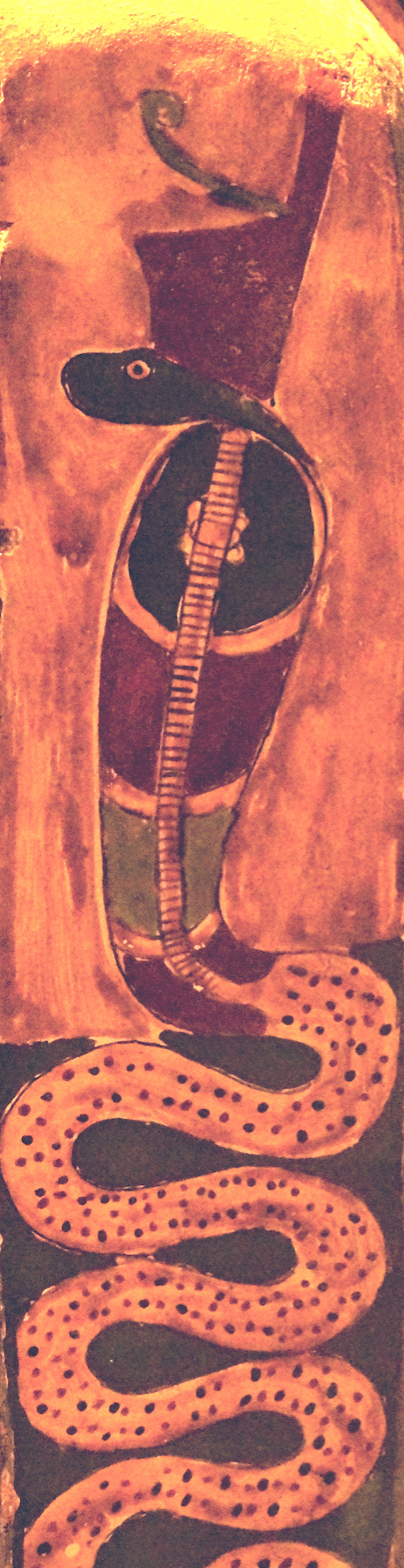
Священная змея Исиды в короне дешрет